# San Martín de la Fuente
San Martín de la Fuente es un lugar del municipio español de Moratinos, perteneciente a la provincia de Palencia, en la comunidad autónoma de Castilla y León.

## Historia
Hacia mediados del siglo XIX, el lugar, por entonces con ayuntamiento propio, tenía contabilizada una población de 21 habitantes. Aparece descrito en el octavo volumen del Diccionario geográfico-estadístico-histórico de España y sus posesiones de Ultramar de Pascual Madoz con las siguientes palabras:

FUENTE (San Martin de la): l. con ayunt. en la prov. de Palencia (9 leg.), part. jud. de Carrion de los Condes (5), dióc. de Leon, aud. terr. y c. g. de Valladolid: sit. en llano á la márg. der. del r. de los Templarios; está combatido de todos los vientos; su clima es sano y las enfermedades mas comunes las estacionales. Tiene 6 casas, 2 de ellas con piso alto; igl. parr. (San Martin) servida por un cura párroco de presentacion del señor conde de Montijo, cementerio en parage ventilado; una fuente dentro del pueblo de muy buenas aguas, y varios manantiales en el term. Confina N. Moratinos; E. Poblacion de Arroyo y Ledigos; S. desp. de Villatima, y O. Escobar. El terreno es llano y bastante feráz, comprendiendo una huerta cercada de tapia con pilares de piedra, en la que se cria arbolado de olmo y frutales y buenas hortalizas: le baña el ya citado arroyo de los Templarios que corre de N. á S. á la dist. de 40 varas de la pobl. caminos: son de pueblo á pueblo en regular estado. prod.: trigo, cebada, pocas legumbres, y el ganado vacuno necesario para las labores del campo. ind.: la agricola. pobl.: 4 vec., 21 alm. cap. prod.: 24,525 rs. imp : 1,609.
(Madoz, 1847, p. 208)

El municipio de San Martín de la Fuente desapareció de cara al censo de 1857, al incorporarse al de Terradillos. El lugar, que en la actualidad pertenece al municipio de Moratinos, no figura en el Nomenclátor del Instituto Nacional de Estadística.